# Langewiesen
Langewiesen là một đô thị ở huyện Ilm, bang Thüringen, Đức. Langewiesen có diện tích 27,51 km2, dân số thời điểm 31/12 năm 2006 là 3632 người. Đô thị này nằm bên sông Ilm, 4 km về phía đông nam Ilmenau.